# پل لافارگ

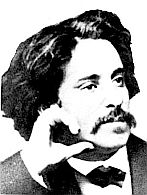
پل لافارگ

پُل لافارگ (به فرانسوی: Paul Lafargue) (زاده: ۱۵ ژانویه ۱۸۴۲ در سانتیاگو کوبا- درگذشته: ۲۶ نوامبر ۱۹۱۱)، نویسنده و فعال سیاسی سوسیالیست فرانسوی، نظریه‌پرداز مارکسیست، از بنیانگذاران حزب کارگران فرانسه و از اعضای کمون پاریس بود.
وی در سانتیاگو در کوبا به دنیا آمد. ده ساله بود که به همراه خانواده اش به فرانسه رفت و بیشتر عمر خود را در آن جا گذراند. نخست در بوردو و سپس در پاریس در دانشکدهٔ پزشکی مشغول به تحصیل گردید اما با اخراج او از دانشگاه تحصیلاتش ناتمام ماند. به علت بیان نظراتش و شرکت در تظاهرات اعتراضی بارها به زندان افتاد و به انگلیس و اسپانیا پناهنده شد.
او را بیش‌تر به عنوان مدافع حقوق زنان می‌شناسند، و آثاری در زمینهٔ تاریخ مذهب، اخلاق، ادبیات، زبان و کمدی هم دارد. شناخته‌شده‌ترین اثرش کتاب حق تنبلی است. پل لافارگ با دختر دوم مارکس، لورا، ازدواج کرد و در واقع، داماد مارکس به حساب می‌آمد. وی به همراه همسرش لورا در سال ۱۹۱۱ خودکشی کرد و در پاریس به خاک سپرده شده‌اند.